# La noche quedó atrás
La noche quedó atrás (Out of the Night) es una novela autobigráfica escrita por Jan Valtin, agente comunista y agente doble en la Alemania nazi, publicada en 1941, tras su abandono del comunismo y su traslado a los Estados Unidos.
En ella el autor relata, desde su perspectiva de protagonista, los hechos que ocurrieron entre su nacimiento en 1904 y su ruptura definitiva con el Partido Comunista, 33 años más tarde, en 1937.

## Título
El título proviene del poema Invictus de William Ernest Henley, que el autor utiliza como métafora de su propia vida:

Out of the night that covers me,

Black as the Pit from pole to pole,
I thank whatever gods may be
For my unconquerable soul.

It matters not how strait the gate,
How charged with punishments the scroll
I am the master of my fate:

I am the captain of my soul.
La noche quedó atrás... pero me envuelve,

Negra como un abismo entre ambos polos;
Doy gracias a los dioses, cualesquiera sean,
Por mi espíritu indómito.

No importa cuán estrecha sea la puerta
Ni que me halle abrumado de castigos:
Soy capitán triunfante de mi estrella

Soy dueño de mi espíritu.
William Henley

## Estructura
La novela tiene 43 capítulos divididos en tres libros.